# 小浜インターチェンジ
小浜インターチェンジ（おばまインターチェンジ）は、福井県小浜市府中にある舞鶴若狭自動車道のインターチェンジである。
当ICを境に東側（敦賀JCT側）は中日本高速道路（NEXCO中日本）、西側（吉川JCT側）は西日本高速道路（NEXCO西日本）の管轄となっており、当ICはNEXCO西日本の管轄である。
上り線の出入口は立体交差になっている。

## 歴史
- 2011年（平成23年）7月16日 - 小浜西IC - 小浜IC間開通に伴い[1][2]、供用開始[1][6]。
- 2014年（平成26年）7月20日 - 小浜IC - 敦賀JCT間開通[1][7][8]。
- 2018年（平成30年）3月24日 - 国土交通省の社会実験事業として、高速道路一時退出実験の試行開始[9]（ETC2.0搭載車に限定して、当ICで流出し、隣接する道の駅若狭おばまに立ち寄り後、1時間以内に当ICから再流入して順方向に利用の場合、目的地まで高速道路を降りずに利用した場合と同じ料金に調整される。）。
- 2020年（令和2年）3月27日 - 高速道路一時退出実験の退出可能時間がそれまでの1時間以内から3時間以内に引き上げられる[10]。
- 2022年（令和4年）7月1日 : 高速道路一時退出実験の退出可能時間がそれまでの3時間以内から2時間以内に変更[11]。

## 周辺
- 道の駅若狭おばま - 西約300m。
- 若狭フィッシャーマンズ・ワーフ
- 御食国若狭おばま食文化館

## 接続する道路
- 直接接続
  - 福井県道24号小浜上中線
  - 福井県道267号小浜インター線

## 料金所
- ブース数：4

### 入口
- ブース数：2
  - ETC専用：1
  - ETC・一般：1

### 出口
- ブース数：2
  - ETC専用：1
  - ETC・一般：1

## 隣
E27 舞鶴若狭自動車道
(10)小浜西IC - 加斗PA - (11)小浜IC - (12)若狭上中IC